# وليام كريستول
وليام كريستول (بالإنجليزية: William Kristol)‏ (و. 1952 – م) هو صحفي، وكاتب، وبروفيسور (أستاذ جامعي) من الولايات المتحدة الأمريكية ولد في مدينة نيويورك.
وهو عضو في الحزب الجمهوري .

## التعليم
تعلم في جامعة هارفارد.

## مناصب وهيئات
كان مدرسًا للفلسفة السياسية وتاريخ الولايات المتحدة في جامعة بنسلفانيا وجامعة هارفارد.

## روابط خارجية
- وليام كريستول على موقع IMDb (الإنجليزية)
- وليام كريستول على موقع الموسوعة البريطانية (الإنجليزية)
- وليام كريستول على موقع إن إن دي بي (الإنجليزية)
- وليام كريستول على موقع قاعدة بيانات الفيلم (الإنجليزية)